# Glens Falls
Glens Falls és la ciutat del Comtat de Warren (Nova York) dels Estats Units d'Amèrica. Aquí es troba La col·lecció Hyde.

## Demografia
Segons el cens del 2000 Glens Falls tenia 14.354 habitants, 6.267 habitatges, i 3.415 famílies. La densitat de població era de 1.447 habitants per km².
Dels 6.267 habitatges en un 29% hi vivien nens de menys de 18 anys, en un 36,3% hi vivien parelles casades, en un 13,7% dones solteres, iun 45,5% no formaven una unitat familiar. En el 36,7% dels habitatges hi vivien persones sense acompanyants, el 12% de les quals corresponia a persones de 65 anys o més edat. La mitjana de persones vivint en cada habitatge era de 2,25 i la mitjana de persones que vivien en cada família era de 2,98.
Per edats, la població es repartia de la següent manera: un 24,4% tenia menys de 18 anys, un 9% entre 18 i 24, un 31,9% entre 25 i 44, un 21% de 45 a 60 i un 13,7% 65 anys o més.
La mitjana d'edat és de 36 anys. Per cada 100 dones de 18 o més anys hi havia 87,4 homes.
La renda per capita era de 30.222 $ i per família de 42.266 $. Els homes tenien una renda mediana de 29.283 $ mentre que les dones 21.606 $. La renda per capita de la població era de 18.137 $. Entorn del 12% de les famílies i el 14,8% de la població estaven per davall del llindar de pobresa.

## Poblacions properes
El següent diagrama mostra les poblacions més properes.

## Naixements il·lustres
- Lorrie Moore (1957), escriptora i assagista.
- Edward C. Prescott (1940-) economista, Premi Nobel 'Economia de l'any 2004.